# Gaius Fabius Agrippinus
Gaius Fabius Agrippinus war ein römischer Senator der hohen Kaiserzeit.
Gaius Fabius Agrippinus stammte vielleicht aus der Hafenstadt Ostia, wo die Familie der Fabii Agrippini eine in neuerer Zeit ausgegrabene Villa (domus) besaß. Über die Anfänge seiner Laufbahn ist nicht viel bekannt. Er war Statthalter (Legatus Augusti pro praetore) in der Provinz Thrakien vor 148 n. Chr. Danach wurde er für das letzte Viertel des Jahres 148 zusammen mit Marcus Antonius Zeno Suffektkonsul. Dies ist durch Militärdiplome belegt, die z. T. auf den 9. Oktober 148 datiert sind, sowie durch die Fasti Ostienses, auf denen sein Name partiell erhalten ist.
Er hatte mindestens eine Tochter und wahrscheinlich auch einen Sohn, denn der Suffektkonsul gleichen Namens (Konsulat vor 218/19) war vermutlich sein Enkel und wurde als praeses von Syria coele von Elagabal 218 oder 219 getötet.
Über das weitere Leben des älteren Fabius Agrippinus ist ebenso wenig bekannt wie über sein Todesdatum.